# Priestermangel
Priestermangel bzw. Pfarrermangel bedeutet, dass es nicht ausreichenden Priester oder Pfarrer für die geistlichen und seelsorgerlichen Bedürfnissen eines Gebiets gibt.

## Situation in der römisch-katholischen Kirche
Die Priesterzahl in der römisch-katholischen Kirche ist in den letzten Jahrzehnten des 20. Jahrhunderts absolut gesunken, von 2000 bis 2017 stieg sie leicht an. 1978 gab es noch 416.329 Priester, 2001 waren es nach Angaben der Kongregation für den Klerus weltweit 405.067 Diözesanpriester und Ordenspriester, im Jahr 2017 nach dem päpstlichen Jahrbuch 414.582. Bis zum Jahr 2022 sank diese Zahl auf 407.730. Gleichzeitig stieg die Zahl der ständigen Diakone bis 2016 auf 46.312.
Eine aussagekräftigere Kennzahl zur Beurteilung der Pastoralversorgung ist die Anzahl der von einem Priester betreuten Gemeindemitglieder. Weltweit verdoppelte sich die Zahl der Katholiken pro Priester im Zeitraum 1969 bis 2008 von 1.428 auf 2.849 und stieg bis 2022 weiter auf 3.408. Die Situation ist je nach Kontinenten sehr unterschiedlich: In Europa sinkt die absolute Priesterzahl deutlich, liegt jedoch relativ mit ein Priester pro 1.812 Katholiken im Weltvergleich noch am höchsten. In Asien liegt das Verhältnis bei 1:2.111, in Afrika bei 1:5.077 und in Amerika bei 1:5.592. Dabei wird nicht zwischen aktiven und Priestern im Ruhestand unterschieden.

### Situation in einzelnen Ländern

#### Deutschland
In Deutschland blieb die Zahl der Priester im Laufe des 19. Jahrhunderts in etwa konstant, in einiger Bistümern nahm sie leicht zu. Allerdings sank die Zahl der Priester bezogen auf die schnell ansteigende Zahl der Katholiken. So gab es 1830 im Erzbistum München und Freising 1094 Diözesanpriester und rund 450.000 Katholiken, um 1900 waren es etwa ebenso viele Diözesanpriester (1100), doch die Zahl der Katholiken hatte sich fast verdoppelt (auf rund 950.000). In dieser Zeit kam die Diskussion über den „Priestermangel“ und dessen Ursachen auf.
Im Zeitraum 1990–2023 sank die Zahl der Priester von 19.707 auf 11.702 Davon waren 7.593 im aktiven Dienst und 5.971 in der Pfarrseelsorge eingesetzt.
Die Zahl der Katholiken pro Priester in Deutschland stieg im Zeitraum 1969 bis 2023 von 992 auf 1.750. Die Zahl der Katholiken pro aktivem Pfarrseelsorger liegt bei 3500. Die Zahl der Neupriester, die in den Priesterseminaren der 27 deutschen Bistümer ausgebildet worden sind, ging in den letzten Jahrzehnten kontinuierlich zurück und liegt seit 2008 unter 100 pro Jahr.
| Jahr                   | 1962 | 1970   | 1980   | 1990   | 2000   | 2008   | 2009   | 2010   | 2011   | 2012   | 2013   | 2014   | 2015   | 2016   | 2017   | 2018   | 2019   | 2020   | 2021   | 2022   | 2023   | 2024 |
| ---------------------- | ---- | ------ | ------ | ------ | ------ | ------ | ------ | ------ | ------ | ------ | ------ | ------ | ------ | ------ | ------ | ------ | ------ | ------ | ------ | ------ | ------ | ---- |
| Priester               |      | 26.089 | 25.063 | 19.707 | 17.129 | 15.527 | 15.367 | 15.136 | 14.847 | 14.636 | 14.490 | 14.404 | 14.087 | 13.856 | 13.560 | 13.285 | 12.983 | 12.565 | 12.280 | 11.987 | 11.702 |      |
| Neupriester ohne Orden | 557  | 303    | 211    | 295    | 154    | 93     | 99     | 81     | 86     | 76     | 98     | 75     | 58     | 77     | 74     | 60     | 55     | 56     | 48     | 33     | 35     | 29   |

#### Österreich
In Österreich sank die Priesterzahl von 6.238 im Jahre 1961 über 4.478 im Jahre 2001 und 3.944 im Jahre 2015 auf 3.320 im Jahr 2023. Die Zahl der Mitglieder pro Priester stieg von 980 (1961) über 1.343 (2001) auf 1.397 (2023).
Der Rückgang der Priesterzahlen in Österreich führte 2011 zu dem Entschluss der österreichischen Bistümer, Priesterseminare zusammenzulegen. Die Priesterseminare werden in Österreich folgendermaßen zusammengelegt:
- St. Pölten, Eisenstadt (Burgenland) und Wien: Hauptstandort in Wien
- Linz, Innsbruck und Feldkirch: Hauptstandort in Innsbruck
- Salzburg (vorerst eigenständig für sich)
- Graz und Klagenfurt.

2018 gab es in Österreich 17 Priesterweihen, 2015 waren es 22. Beispielhaft zeigt die Pfarrer-Initiative die Überalterung in der Diözese Innsbruck auf: 2011 war das Durchschnittsalter der aktiven Priester 63 Jahre. Im Dekanat Lienz mit 19 Pfarren und 5 Seelsorgestellen sind von 17 aktiven Priestern vier unter 60 Jahren, sieben unter 75 Jahren und sechs 75 Jahre und älter.

#### Schweiz
In der Schweiz sank (1961–2001) die Priesterzahl von 4.492 auf 3.091. Die Zahl der Mitglieder pro Priester stieg in diesem Zeitraum von 519 auf 1.017.
Die Zahl der Diözesanpriester entwickelte sich folgendermaßen:
1980: 2.580,
1990: 2.188,
2000: 1.859,
2010: 1.553,
2020: 1.354

#### Italien
In Italien lag die Priesterzahl 2012 bei ca. 48.000, der höchsten Anzahl für ein Land weltweit. Für das Jahr 2016 wird ein Rückgang auf 34.810 berichtet. Die Zahl der Mitglieder pro Priester lag bei ca. 1500. Diese Zahl ist im Jahr 2021 weiter auf 31.800 gesunken.

#### Frankreich
Die Zahl der Priester ist in Frankreich von rund 38.300 im Jahr 1980 auf 11.644 im Jahr 2022 zurückgegangen und hat sich somit mehr als gedrittelt.
Der Median des Lebensalters liegt bei 75, das heißt, die Hälfte der tätigen Priester ist 75 Jahre alt oder älter.
Priesterweihen in den letzten Jahren (teils gerundete Werte):
| Jahr        | 2012 | 2013 | 2014 | 2015 | 2016 | 2017 | 2018 | 2019 | 2020 |  | 2024 | 2025 |
| ----------- | ---- | ---- | ---- | ---- | ---- | ---- | ---- | ---- | ---- |  | ---- | ---- |
| Neupriester | 130  | 140  | 120  | 64   | 85   | 79   | 102  | 83   | 71   |  | 105  | 90   |

#### Niederlande
Die Priesterzahl in den Niederlanden sank von 2003 bis 2021 von 799 auf 464. Die Zahl der Kirchenmitglieder pro Priester liegt bei 7909.

#### Übriges Europa
Papst Benedikt XVI. hat den Zustand des Priestermangels in einer Rede am 11. September 2006 bedauert. Von einigen Geistlichen werden die Zahlen in Mitteleuropa jedoch relativiert, da die Gesamtkirche in den betroffenen Gebieten schneller schrumpfe als die Priesterzahl. So antwortete Tarcisio Kardinal Bertone, Staatssekretär des Papstes, auf ein Schreiben österreichischer Geistlicher, dass der Rückgang der Priesterzahl in Österreich eng mit dem Rückgang der praktizierenden Katholiken verbunden sei, und dass heute wahrscheinlich sogar weniger praktizierende Katholiken auf einen Priester in Österreich kämen als in früheren Jahrzehnten. Der Vorsitzende der deutschen Bischofskonferenz, Erzbischof Robert Zollitsch, sagte in einem Interview des Kölner Stadt-Anzeigers, es gebe gemessen an der Zahl junger Gottesdienstbesucher heute sogar mehr Priesteramtskandidaten als früher.

#### Brasilien
Im Land, in dem die meisten Katholiken leben, gab es 2013 20.701 Priester für ca. 125 Mio. Katholiken. Jeder Priester muss also über 6.000 Gläubige betreuen, mehr als doppelt so viele wie im Weltdurchschnitt. In Brasilien fanden 2012 547 Priesterweihen statt.

#### Mexiko
Im Land, in dem nach Brasilien die meisten Katholiken leben, gab es im Jahr 1980 10.087 Priester für ca. 63 Mio. Katholiken. 2013 waren es 16.688 Priester für ca. 97 Mio. Katholiken. Jeder Priester muss also unverändert ca. 6.000 Gläubige betreuen, doppelt so viele wie im Weltdurchschnitt. In Mexiko fanden 2013 357 Weihen von Weltpriestern statt.

#### Philippinen
Auf den Philippinen gab es im Jahr 2013 9040 Priester für etwa 76 Millionen Katholiken. Jeder Priester betreut ca. 8000 Gläubige. Bis zum Jahr 2021 hat sich an dieser Relation nichts geändert. Es wurden 10.470 Priester für 85 Millionen Gläubige berichtet.

#### Vereinigte Staaten

Entwicklung der Zahlen von Priestern und Katholiken in den Vereinigten Staaten

In den Vereinigten Staaten ging die Zahl der Priester in den Jahren 1970 bis 2023 von 59.192 auf 33.589 zurück. 3.471 von 16.267 Pfarreien waren 2019 ohne eigenen Priester. Die Zahl der Katholiken pro Priester stieg von 827 im Jahr 1965 auf circa 2000 im Jahr 2023.

### Mögliche Ursachen
Die möglichen Ursachen für den Priestermangel in der römisch-katholischen Kirche variieren nach den Umständen der betroffenen Gebiete und über Lösungswege wird innerhalb der Kirche diskutiert.

#### Säkularisierung
Die zunehmende Säkularisierung in westlichen Industriestaaten führt zu einer geringeren Zahl an bekennenden Gläubigen. Sofern die Zahl derer, die sich für das Priestertum entscheiden, noch schneller abnimmt als die geistigen Bedürfnisse der Laien, entsteht somit ein Priestermangel.
Der Jesuit und Soziologe Jan Kerkhof sieht eine Ursache in einer veränderten Familienstruktur in römisch-katholischen Familien mit weniger Kindern, die zugleich mehr Entfaltungsmöglichkeiten im zivilen Leben finden könnten, die Eltern davon abhalte, einen ihrer Söhne in einer Entscheidung für den Priesterberuf zu bestärken. Auch frühere Vorfeldorganisationen wie die katholischen Jugendverbände und Pfadfinderschaften hätten keine werbende Funktion mehr für den Priesternachwuchs.
Auch die früher stark auf die Heranbildung von Priesternachwuchs ausgerichteten katholischen Schulen, Internate und Konvikte haben heute, sofern sie überhaupt noch existieren, keinen großen Zulauf mehr.

#### Zölibatsverpflichtung
In den Jahren 2000 bis 2004 haben nach Angaben einer Jesuitenzeitschrift 5.380 Priester ihr Amt wegen einer Partnerschaft niedergelegt. Von 69.000 Priestern, die in den letzten 40 Jahren (Stand 2007) geheiratet haben, haben 11.200 diesen Schritt bedauert und sind nach einer Trennung oder nach dem Tod der Partnerin wieder in den priesterlichen Dienst eingetreten.

#### Reformen
Theologen wie Hans Küng sehen in einem „Reformstau“ in der katholischen Kirche eine Ursache, welche die Motivation zum Priesteramt bremse und dadurch zum Priestermangel führe. Fragen des Zölibats, der Frauenordination und einer interkonfessionellen Eucharistiefeier werden als Gebiete genannt, auf denen Reformen nötig seien, aber „von Rom blockiert“ würden. Wieder andere Theologen sehen eben in den seit dem Zweiten Vatikanischen Konzil erfolgten Reformen in Liturgie, Lehre und Frömmigkeitspraxis einen Grund für ausbleibenden Nachwuchs in den diözesanen Priesterseminaren. Das Verschwinden der Pfarrgemeinden alten Typs zugunsten großer pastoraler Räume und die sich daraus ergebenden Veränderungen in Bezug auf Lebensweise und Arbeitsbelastung der Weltpriester trügen ebenfalls dazu bei, dass in den Seminaren Nachwuchs entweder ausbleibe oder Seminaristen die pastorale Ausbildung abbrächen. Größer werdende Seelsorgeeinheiten ließen zunehmend weniger Seelsorge zu.

### Auswirkungen
Der Priestermangel führt in der Regel zu einer geringeren sakramentalen und seelsorgerischen Versorgung der Gläubigen in einem bestimmten Gebiet. In diesem treten dann möglicherweise Umstände ein, wie sie bisher nur in Diasporagebieten bekannt waren. Für die Seelsorger bedeutet dies, dass die Wegstrecken für sie immer länger werden und sie damit auch weniger Zeit für die einzelnen Gläubigen haben, insbesondere dann, wenn sie nun für eine größere Anzahl von Gläubigen zuständig sind. Gleichzeitig ist aber das Verhältnis von Priester zu der tagtäglich zu betreuenden Gemeindemitgliedern in Teilbereichen deutlich gestiegen.
In Deutschland und vielen anderen westeuropäischen Ländern hat die Anzahl der Priester in den vergangenen zwei Jahrzehnten abgenommen. So entstehen mittlerweile aufgrund des Priestermangels in den deutschen Bistümern Pfarrverbände. Zudem werden verstärkt Priester aus anderen Staaten, besonders aus Polen, Indien und Drittweltstaaten in Deutschland eingesetzt.
In den Vereinigten Staaten nannte der Erzbischof von Boston, Seán Patrick Kardinal O’Malley, den Priestermangel als Begründung für die Schließung von Dutzenden von Gemeinden 2004, darunter fünf Gemeinden, in denen Gläubige das Kirchengebäude besetzt halten, um gegen die Schließung zu protestieren.
In Drittweltstaaten, insbesondere in Lateinamerika, hingegen wird die Missionierung aufgrund des Priestermangels geschwächt. Schon Mitte der 1980er Jahre hatten die protestantischen Seelsorger, insbesondere Pfingstler in Brasilien, die katholischen Priester zahlenmäßig überholt; gegenwärtig haben Protestanten doppelt so viele Seelsorger in Brasilien.

### Gegenläufige Entwicklungen
Teilweise gegenläufig zum allgemeinen Trend entwickelt sich scheinbar der Nachwuchs in den kleinen traditionalistischen Priestergemeinschaften, wie zum Beispiel bei der Priesterbruderschaft St. Petrus, dem Institut Christus König und Hohepriester und anderen. Im Jahr 2010 gehörten diesen Gemeinschaften, die der Päpstlichen Kommission Ecclesia Dei zugeordnet waren, insgesamt etwa 370 Priester an; die Zahl der Seminaristen betrug etwa 300. Die Gemeinschaften arbeiten transnational oder diözesanübergreifend, so dass die Werte mit nationalen Zahlen nicht vergleichbar sind.

### Vorschläge zur Verringerung des Priestermangels
Die Pastoraltheologen Paul Zulehner und Bischof Fritz Lobinger beschreiben drei üblicherweise vorgeschlagene Lösungswege zur Verringerung des Priestermangels. Als „traditionellen“ Lösungsvorschlag bezeichnen sie die Aufforderung zu verstärktem Gebet um geistliche Berufungen, die Intensivierung von Berufungspastoral und Werbung für kirchliche Berufe und die Entsendung von Priestern aus gut versorgten Gebieten in Mangelgebiete. In „pragmatischen“ Lösungsmodellen übernehmen Laien und Diakone Aufgaben der Priester; unterstützend wird die Größe der Seelsorgeeinheiten an die Zahl der Priester angepasst. „Reformistische“ Ansätze schlagen die Vergrößerung der für den Priesterberuf verfügbaren Personengruppe durch veränderte Rahmenbedingungen vor; übliche Empfehlung dazu sind die Veränderung der Priesterausbildung, die Zulassung der Frauenordination und die Aufhebung der Zölibatsverpflichtung für Kleriker. Zulehner und Lobinger ergänzen diese drei Lösungswege durch einen vierten Weg, indem sie neben den zölibatär lebenden, akademisch gebildeten „Pauluspriester“ mit missionarisch-seelsorgerlichem Auftrag den „Korinthpriester“ stellen, dessen Aufgaben vor allem in der Gemeindeleitung liegen und der verheiratet sein darf.
Der Dogmatikprofessor Michael Seewald regte an, auch zölibatär lebende Frauen zur Priesterweihe zuzulassen.
Zur Entlastung der Pfarrer von Verwaltungsarbeiten werden von den deutschen Diözesen zunehmend und flächendeckend Verwaltungsleiter (auch -koordinator, -navigator oder ähnlich genannt) eingestellt. Sie arbeiten am Dienstsitz des Pfarrers und sind ihm zugeordnet. So soll unter anderem im Erzbistum Köln bis 2021 in allen etwa 180 Seelsorgebereichen eine Verwaltungsleitung wirken.
Bereits 1975 erhob die Gemeinsame Synode der Bistümer der Bundesrepublik Deutschland (Würzburger Synode) die Forderung, Priestern, die das Amt wegen Heirat niedergelegt haben, grundsätzlich den Einsatz in all den kirchlichen Berufen anzubieten, die auch Laien offenstehen.
Reformorientierte Zusammenschlüsse innerhalb der römisch-katholischen Kirche wie die Synode der Luzerner Kantonalkirche, Laieninitiativen wie die Initiative Kirche von unten, kirchenkritische Journalisten, Politiker wie Doris Leuthard und Theologen wie Eugen Drewermann schlagen vor allem zwei Lösungswege zur Behebung des Priestermangels vor: die Aufhebung des Zölibats und die Weihe von Frauen zu Priestern.
Bei der Bischofssynode zum Thema Amazonien – neue Wege für die Kirche und eine ganzheitliche Ökologie (Amazonassynode) im Oktober 2019 stimmten 128 stimmberechtigte Bischöfe bei 41 Gegenstimmen dafür, den zuständigen kirchlichen Autoritäten zu empfehlen, künftig in der Region Amazonas Diakone auch dann zur Priesterweihe zuzulassen, wenn sie schon vor der Weihe zum Diakon eine Familie gegründet haben. Mit einer solchen Entscheidung solle die Seelsorge und die Feier der Eucharistie in Gemeinden sichergestellt werden, die besonders unter Priestermangel leiden. In seinem nachsynodalen apostolischen Schreiben Querida Amazonia griff Papst Franziskus diese Vorschläge nicht auf; stattdessen drückte er unter anderem den Wunsch nach einer Vervielfachung der ständigen Diakone in der Region Amazonas aus.
Da es starke regionale Abweichungen in der Anzahl der Berufungen gibt, schlagen einige die Entsendung von Priestern aus Regionen vor, die vom Priestermangel weniger stark betroffen sind, in Regionen, die weniger Priester pro Gläubige haben. Vor etwa hundert Jahren hatte Afrika noch keinen einzigen aus der indigenen Bevölkerung stammenden Priester. In manchen afrikanischen Ländern hat sich die Situation in den letzten Jahrzehnten jedoch vollkommen umgekehrt. In Nigeria zum Beispiel gibt es so viele Priester, dass die dortigen Bischöfe beschlossen haben, diesen Reichtum mit anderen afrikanischen Ländern zu teilen. Priester werden unter anderem nach Südafrika und in den Tschad entsandt, um die dortige Kirche zu unterstützen. Weiter ist sogar eine eigene Missionsgesellschaft gegründet worden, deren Mitglieder in den Vereinigten Staaten lebende schwarze Katholiken seelsorglich betreuen.
Nahezu 1.400 der insgesamt 12.571 aktiven Priester in Deutschland kamen bereits im Jahre 2001 aus dem Ausland, die meisten aus Polen (rund 470) und Indien.

## Situation in nicht römisch-katholischen Kirchen

### Pfarrermangel in den evangelischen Kirchen

#### Deutschland
In der Evangelischen Kirche in Deutschland zeichnet sich ein Pfarrermangel ab. Die Zahl der Vollzeittheologiestudenten geht zurzeit stark zurück. Während 1992/93 noch 7.800 evangelische Theologiestudenten als Anwärter erfasst waren, betrug die Zahl 2011/12 nur noch 2.400. Die EKD plant, die Zahl der Pfarrstellen deutschlandweit von heute ca. 24.500 bis zum Jahr 2030 auf 16.500 zu senken.
Die Evangelisch-Lutherische Kirche in Bayern umfasst rund 1700 Stellen, davon sind etwa 250 vakant. Von den einst vier Seminaren in Bayern in Nürnberg, Bayreuth, Neuendettelsau und München-Pasing gibt es mittlerweile nur mehr das Predigerseminar Nürnberg.
Der Kirchenpräsident Volker Jung sieht für die Evangelische Kirche in Hessen und Nassau ab 2017 eine „knappe Situation“ in Bezug auf die Pfarrerzahl. Ab 2020 wird eine Pensionierungswelle ihren Höhepunkt erreichen. Der Oberkirchenrat Joachim Ochel im Kirchenamt der EKD warnt in diesem Zusammenhang zwar vor einem falschen Alarm, räumt aber auch ein, dass es ab 2020 mit den evangelischen Pfarrern knapp werden könnte.
In der Evangelischen Kirche der Pfalz gehen zwischen 2017 und 2027 die Hälfte der Geistlichen in Pension. Gemäß den Angaben des Personalreferenten wird in der Pfalz dringend theologischer Nachwuchs gesucht. Ein Kirchenbezirk der Pfalz denkt darüber nach, auf Grund der geringeren aktiven Pfarrer die Anzahl der Gottesdienste zu reduzieren. Des Weiteren sollen auch Künstler, Schriftsteller und Musiker eingeladen werden, Gottesdienste zu planen und durchzuführen.

#### Schweiz
Die Evangelisch-reformierten Kirchen der Schweiz gehen davon aus, dass in den nächsten Jahren zahlreiche Pensionierungen anstehen und ein Teil dieser Pfarrstellen mit der derzeitigen Anzahl von evangelischen Theologiestudenten nicht nachbesetzt werden kann. Dem ab 2020 drohenden akuten Pfarrermangel wollen verschiedene Kantone zum Beispiel dadurch entgegenwirken, dass Quereinsteigern der Weg ins Pfarramt ermöglicht wird.

#### Österreich
In der Evangelischen Kirche A.B. in Österreich könnte es in den nächsten Jahren ebenfalls zu einem Pfarrermangel kommen. Zum einen fehle es an jungen Pfarrern, zum anderen kommen immer weniger evangelische Pfarrer aus Deutschland nach Österreich. Die Pressesprecherin der Evangelische Superintendentur A. B. Steiermark bestätigt diesen Trend, dass es für deutsche Pastoren „nicht mehr so attraktiv sei“, nach Österreich zu kommen. Aus diesem Grund wird verstärkt auf die Mitarbeit von Lektoren gesetzt.
In der Evangelischen Superintendentur A. B. Oberösterreich waren 2019 von 34 evangelischen Pfarren 9 Pfarrgemeinden ohne Pfarrer oder Pfarrerin. Superintendent Gerold Lehner sieht einen Grund darin, dass das Berufsbild Pfarrer als 24-Stunden-Modell, gegebenenfalls unter ehrenamtlicher Mithilfe der Ehefrau, ans Ende kommt. Er vergleicht diese Tendenz auch mit der Lage der Landärzte. Ein weiteres Thema wird die Zusammenlegung von Gemeinden werden. Hinsichtlich dem Umgang der evangelischen Kirche mit dem Pfarrermangel in den Gemeinden sieht sich die Evangelische Kirche in Oberösterreich mit rund 50 ordinierten Pfarrern und Pfarrerinnen sowie etwa 120 Lektorinnen und Lektoren (ohne Theologiestudium) trotzdem noch ganz gut aufgestellt.
In der Evangelischen Superintendentur A. B. Kärnten und Osttirol sieht Superintendent Manfred Sauer eine Herausforderung im Jahr 2020, dass wieder Pfarrstellen vakant werden und dass es in Kärnten momentan zu wenig evangelische Pfarrerinnen und Pfarrer gibt. Bei den Theologiestudenten besteht die Sorge, wie viele das Amt des Pfarrers dann wirklich anstreben wollen. Es wird eine Herausforderung, Gemeinden zusammenzulegen und Gemeindeverbände zu gründen. So wie andere Kirchen, leidet auch die Evangelische Kirche in Kärnten unter dem Thema Kirchenaustritt.

### Weitere Kirchen
In den altkatholischen Kirchen ergibt sich das Problem weniger durch die zu kleine Anzahl von Priestern, die eine bestimmte Zahl von Gläubigen betreuen soll, sondern vielmehr durch die Diasporasituation. Beitritte ehemals römisch-katholischer Geistlicher konnten in den letzten Jahren garantieren, dass die Zahl der Priester auch bei weniger Priesteramtskandidaten aus der eigenen Kirche genügend geblieben ist.
Bei den anglikanischen Kirchen spielt das Thema in den traditionellen Kernländern des Anglikanismus ebenfalls keine Rolle. Für das Thema Priestermangel in orthodoxen Kirchen gilt ähnliches. In früheren Jahrhunderten war Priestermangel in der anglikanischen Kirche ein Grund für die Entstehung der bischöflichen Methodistenkirche, insbesondere in den nordamerikanischen Kolonien Großbritanniens.